# ショウほど素敵な商売はない (曲)
「ショウほど素敵な商売はない」（ショウほどすてきなしょうばいはない、英語: There's No Business Like Show Business）は、アーヴィング・バーリンが1946年のミュージカル『アニーよ銃をとれ』のために書いた楽曲で、テッド・ロイヤルがオーケストラ用の編曲を行なった。歌詞の内容は、ショー・ビジネス界の生活の豪華さや興奮に対する、少々皮肉めいた賞賛であり、ミュージカルの中では、バッファロー・ビルの『ワイルド・ウェスト・ショー』の面々が、一座に加わるようアニー・オークレイを誘う場面で歌われる。作中では、さらに3回にわたってこの曲が歌われる。
この曲は、1954年の映画『ショウほど素敵な商売はない』でも主題歌としてエセル・マーマンによって歌われた。ウォルター・ラングが監督したこの映画は、様々なバーリンの楽曲をカタログのように取り上げた作品であり、同じくドナルド・オコーナーが主演し、アーサー・フリードの作品を集めた『雨に唄えば』と同様の趣向であった。1970年代には、この曲をディスコ風に編曲したバージョンが作られ、マーマンが再びこの曲を吹き込んで『The Ethel Merman Disco Album』が制作された。この曲は、マーマンにとってのスタンダード曲のひとつとなり、彼女のコンサートやテレビ出演の際にしばしば取り上げられた。
このほかに、この曲を吹き込んだ歌手には、ジュディ・ガーランド、アンドリューズ・シスターズ（ビング・クロスビー、ディック・ヘイムズとの共演）、ハリー・コニック・ジュニア（1999年のアルバム『Come by Me』）、スザンナ・マッコークル、バーナデット・ピーターズらがいる。ビング・クロスビー、ディック・ヘイムズとともに吹き込まれたアンドリューズ・シスターズのバージョンは、1947年3月19日に録音され、短期間ながら、この曲としては唯一のビルボード・チャート入りを果たし、最高25位まで浮上した。
アルバム『Ballad Essentials』に収められたスザンナ・マッコークルのバージョンのライナー・ノートで、スコット・ヤナウは、「普通ならありふれたばか騒ぎのお遊びになるところを、スザンナは徹底的に速度を落とし、歌詞の全てをしっかりと歌って、アーヴィング・バーリンの歌詞が琴線に触れる実に意味深いものであることを示している」と述べた。
テナー・サックス奏者のソニー・ロリンズは、1956年にプレスティッジ・レコードから出したアルバム『Work Time』で、この曲を取り上げた。